# Wapiti River (Smoky River)
Der Wapiti River ist ein Fluss im Osten von British Columbia und im Westen von Alberta in Kanada. Er ist ein Hauptzufluss des Smoky River, im südlichen Einzugsgebiet des Peace River gelegen. Der Name „Wapiti“ stammt aus der Cree-Sprache und bezeichnet die im deutschen gleich genannte Hirschart Cervus canadensis.

## Flusslauf
Der Wapiti River entfließt dem Tuck Lake östlich des Wapiti Pass im Wapiti Lake Provincial Park in Ostzentral-British Columbia in den Hart Ranges, einer Teilkette der Kanadischen Rocky Mountains. Von dort fließt er in nordöstlicher Richtung und durchfließt auf dem Weg zur Grenze nach Alberta den Tumbler Ridge UNESCO Global Geopark. Nachdem er die Grenze überquert hat, mäandert er durch das Gebiet des County of Grande Prairie No. 1 und mündet schließlich 30 km östlich von Grande Prairie in den Smoky River.
Von West nach Osten durchfließt der Wapiti River alpine Landschaften der Rocky Mountains, eine Hügellandschaft, Farmland, sowie das Aspen Parkland im westlichen Alberta. Der Wapiti Lake Provincial Park, Bear River Park, O’Brien Provincial Park und der Pipestone Creek Park sind Schutzgebiete entlang des Flusslaufs. 
Nahe seiner Mündung beträgt der mittlere Abfluss des Wapiti River 100 m³/s.